# Viscum lophiocladum
Viscum lophiocladum är en sandelträdsväxtart som beskrevs av John Gilbert Baker. Viscum lophiocladum ingår i släktet mistlar, och familjen sandelträdsväxter.

## Underarter
Arten delas in i följande underarter:
- V. l. conicum
- V. l. papillosum